# Nathanael Greene
Nathanael Greene (Warwick, Rhode Island, 1742. augusztus 7. – Mulberry Grove, Georgia, 1786. június 19.) az Amerikai Kontinentális Hadsereg főtábornoka az amerikai függetlenségi háborúban. A háború kezdetekor milicista közlegény volt, mely akkor a legalacsonyabb rendfokozatnak számított; de George Washington egyik legmegbízhatóbb és legtehetségesebb tisztviselőjeként hamar felemelkedett. Emléke előtt tisztelegve az Amerikai Egyesült Államokban több helyet neveztek el róla.

## A háború előtt
Warwick, Rhode Island egyik községében, Potowomut-ban született 1742. augusztus 7-én egy kvéker farmer és kovács fiaként. Bár apja vallása ellenezte a túlzó műveltséget, Greene saját módszer szerint megismerkedett a matematikával, és a katonai taktikák történetével. Ezra Stiles nagy hatást gyakorolt a fiatal Nathanaelra.
1770-ben kevéssel apja halála előtt Coventrybe költözött, hogy átvegye az irányítást a családi tulajdonban lévő kovácsműhely(öntöde) felett. Ö volt az első a környéken, aki egy iskola építését szorgalmazta. Még ebben az évben megválasztották a Rhode Island-i közgyűlés tagjává, 1771-ben, 1772-ben és 1775-ben újra megválasztották erre a tisztségre. A közgyűlési tagsága máig vitatott, mivel a személyes iratai között nincs említés róla, illetve kortársai közül többen is ezzel a névvel éltek Rhode Island-ben. Erősen szimpatizált a lakosság patrióta tagjaival. 1774-ben feleségül vette Catherine Littlefield Greene-t (közismertebb nevén Cathyt), aki nagybátyjával és nagynénjével élt anyja Cathy 10 éves korában bekövetkezett halála óta. Nagybátyja a Whig Párt vezetője és Rhode Island kormányzója volt. Nagynénje, Catherine Ray Benjamin Franklin barátja és bizalmasa volt.
1774 augusztusában részt vállalt egy helyi milícia megszervezésében, de nem engedték harcolni a bicegése miatt. Ekkor elkezdte tanulmányozni a katonai eljárásokat és a háború művészetét. 1774 decemberében egy bizottsági gyűlésen megbízták a nemzetőrtörvények felülvizsgálásával. Bár házassága Cathyvel már megalapozta, de ez a megbízása véglegesítette a kvéker közösségből a kizárását.